# 中華民国共産党
中華民国共産党（ちゅうかみんこくきょうさんとう、繁: 中華民國共產黨）は、かつての台湾の政党。
2009年3月31日、台湾の147番目の政党として成立、党首に呂寶堯、陳水扁の従弟に当る陳天福が総書記に就任した。本部は台北市長沙街。党旗に中華人民共和国の国旗を採用した。結成後総書記の陳天福は2009年10月1日に台湾民主共産党の党首に、党首の呂寶堯は2010年2月20日に同じ登録住所で中華天同党を結成し、その党首に就任した。
2018年5月23日に行われた党員大会で解散決議を行った。